# ستيغوسيراس

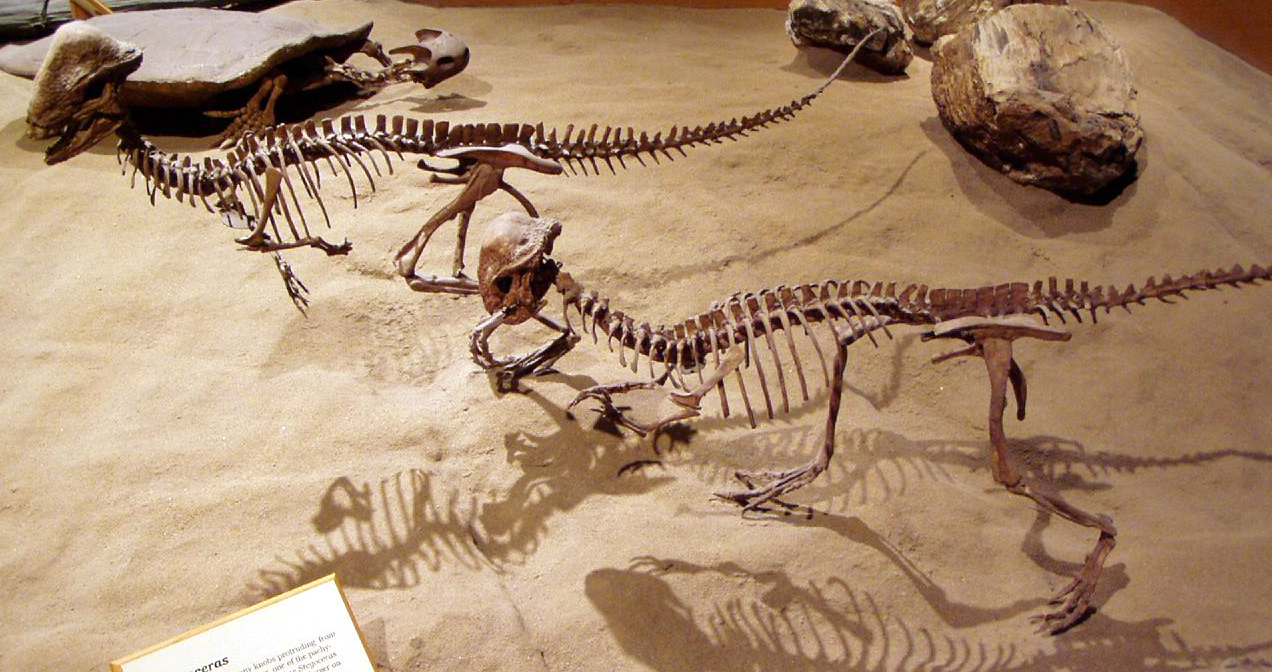
هيكل ستيغوسيراس

ستيغوسيراس أو ستيجوسيراس (بالإنجليزية: stegoceras) الاسم يعني «سقف مقرن» هو جنس من الديناصورات آكلة النبات التي عاشت في ما يعرف الآن أمريكا الشمالية خلال العصر الطباشيري المتأخر، وتم اكتشاف حفرياته عام 1889 في أمريكا الشمالية.

## وصفه
راسه مقبب من الديناصورات التي تسير على قدمين وتتميز رأسه بسمك عظام الجمجة من أعلى (حوالي 8 سم - من 3 إلى 4 بوصة) ذو مخ كبير نسبياً وعيون كبيرة وهذه القبة العظمية في الذكور أسمك من الإناث والأكبر يملك أسمك من الأصغر ويملك خلف الجمجمة ما يشبه قرون صغيرة وذيله
قاسٍ.

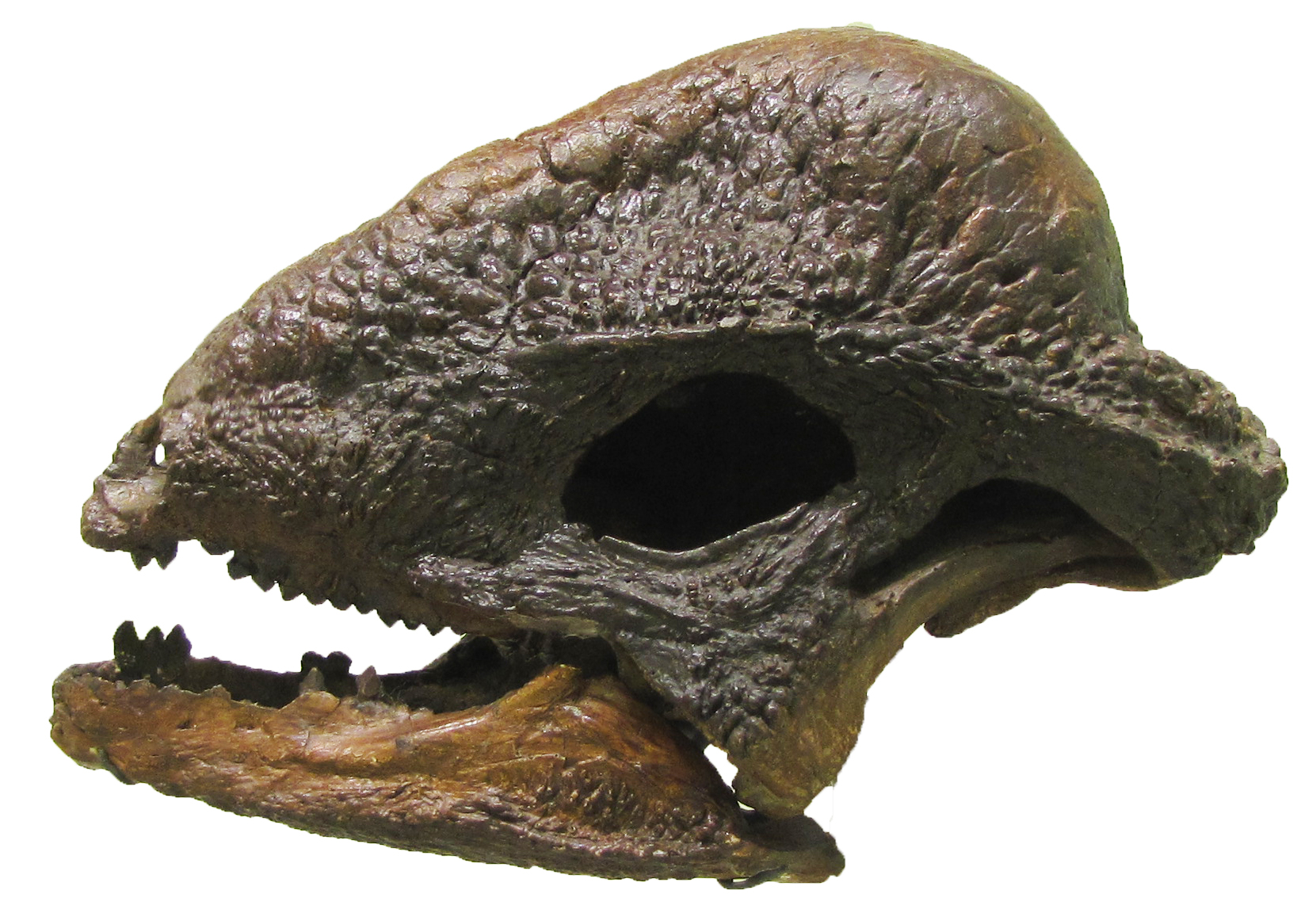
جمجمة ستيغوسيراس محفوظة في المتحف الأمريكي للتاريخ الطبيعي في نيويورك

طوله سبعة أقدام أي ما يوازي 2.1 متر وارتفاعه أربعة أقدام أي ما يوازي 1.2 متر ويزن حوالي 78 كغ.

## اقرأ أيضاً
- جيجانتورابتور
- باريونيكس
- باكيسفالوصور